# 聖瑪加利男女英文中小學
聖瑪加利男女英文中小學（英語：St Margaret's Co-educational English Secondary and Primary School），是香港一所國際學校模式的天主教男女英文直資中小學。學校位於香港西九龍深旺道33號，鄰近港鐵南昌站及凱德苑。此校為英文學校，除了中文，中國歷史外，所有科目均以英語教授，並有法文、德文、日文、西班牙文語言課目修讀。

## 歷史
此校最早創辦於1965年，前身為「聖瑪加利女書院」正校、九龍分校及葵涌分校。三校曾因官立及津貼中學學位出現不足情況，成為由香港政府透過「買位制度」資助的私立中學，亦是最後四間同類學校之一。
及後，由於政府決定終止買位計劃，聖瑪加利教育機構於2000年向香港政府申請新校舍獲批，遂於2003年將正校、葵涌及九龍分校搬到現址改為男女校，並加設小學部，同時轉為直資學校。

## 校徽
聖瑪加利校徽由十字架、百合花飾、禾穗組成。
十字架代表聖瑪加利以基督精神辦學。左上角三個百合花飾代表智、仁、勇三德，見諸《中庸》及《論語》。底部禾穗代表努力耕耘後得到豐收之意。
整個校徽意思聖瑪加利以基督精神辦學，朝儒家智、仁、勇三德的理想，以好學的精神求智，以力行的精神履踐仁道，以知恥的精神激發上進的勇氣。將此三者作為修身的目的，持志力行，努力學習，積累豐富經驗，以求達到儒家智者不惑、仁者不憂、勇孝不懼的精神。希望師生循此方向奮鬥，自強不息，十年樹木，百年樹人，使母校能桃李芬芳，為社會培育出棟梁美材。

## 校訓
明德新民，止於至善的出處於《禮記 - 大學》中的「大學之道，在明明德，在新民，在止於至善 」。 校訓的用意是啟發學生，使他們都能發揚與生俱來的明德性，自新其德，敦品勵行，積學儲寶。進而成己成物，將學德貢獻出來，造福社會，事事物物都能達到最美善圓滿的境界。

## 校歌
由Sister Carmela Santos作曲，創作年份已不可考。

## 歷屆行政人員

### 校監
- 劉馮蘊瑜 女士（1965年-1990年，創始人之一）[3]
- 利國傑 先生（1990年-2022年，創始人之一）*陳儀德女仕
- 伍志衡 先生（2022年起，現任校監）

### 校長
- 梁黃興華 女士（1965年-？，創校校長）

＊陸雪妮女士 (1971年-1976年)
- 王鳳英 女士（1976年-1978年）
- 譚張潔凝 女士（1978年-2021年）
- 李蘭苑 女士（2021年起，現任校長）

## 傳統

### 代表顏色
聖瑪加利的校色為藍色、銀色及紅色，但是多數使用銀色及紅色。以校徽為例，有時會使用銀紅的板本，有時亦只會用全藍的板本。校服上亦分別用上藍銀二色。夏季男生的校服是短袖藍色幼條直紋恤衫，女生的就是白色連身裙配藍領帶。冬天的男生校服是長袖藍色幼條直紋恤衫配上藍銀紅三色斜間校呔，而女生的就是深灰連身裙配上灰色蝴蝶結。另外，中學部的毛衣是深灰色領口位配上銀邊，而小學部的夏季毛衣則是白色領口配上藍邊及藍色直紋。這三種代表顏色亦見於校旗中。

### 宗教活動
聖瑪加利非常重視天主教傳統，每年開學都會舉行開學彌散。主保聖人聖瑪加利特的瞻禮日（10月17日）亦會舉行宗教儀式紀念。每年四旬期開始的第一日亦會舉行聖灰禮。每個上課天，學生都會在早會祈禱，由天主教徒學生帶領，頌唸天主經及聖母經等經文。

### 中五及中六畢業典禮
聖瑪加利每年中五及中六畢業典禮都會有「燃點燭光儀式」，畢業學生都會走到台中的大蠟燭，從台上用經神父燃點的燭光來燃點自己手上的蠟燭，再整齊排列在台上，由學生代表讀出畢業感言。此儀式喻意每位畢業生在聖瑪加利多年的教導下，能燃點自己生命的燭光，在畢業後的道路也能發光發亮，前途一片光明。此告別儀式每年舉行，使畢業生留下一個難忘的回憶和感人場面，是聖瑪加利的傳統。

## 校舍

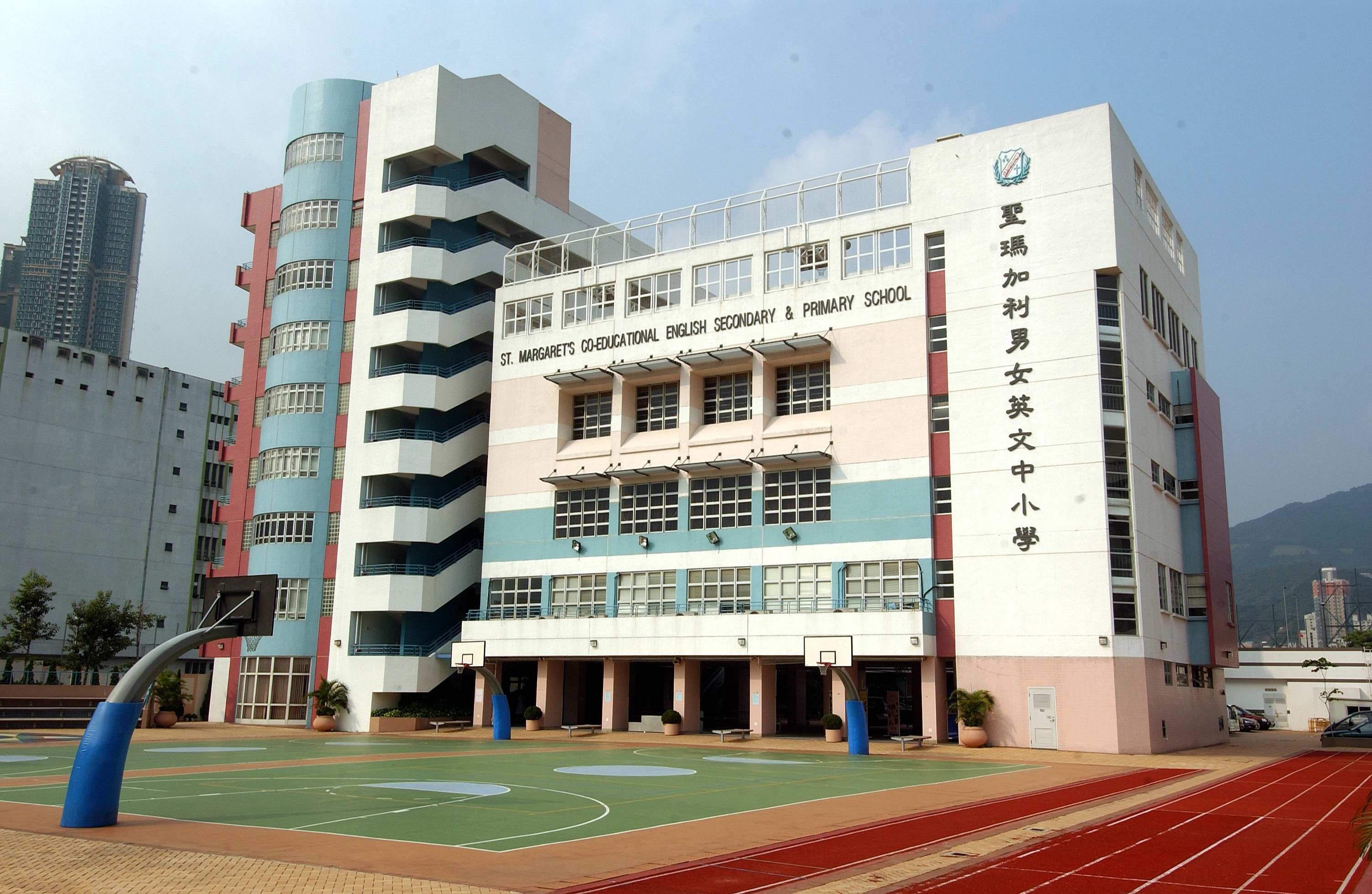
聖瑪加利男女英文中小學的校舍

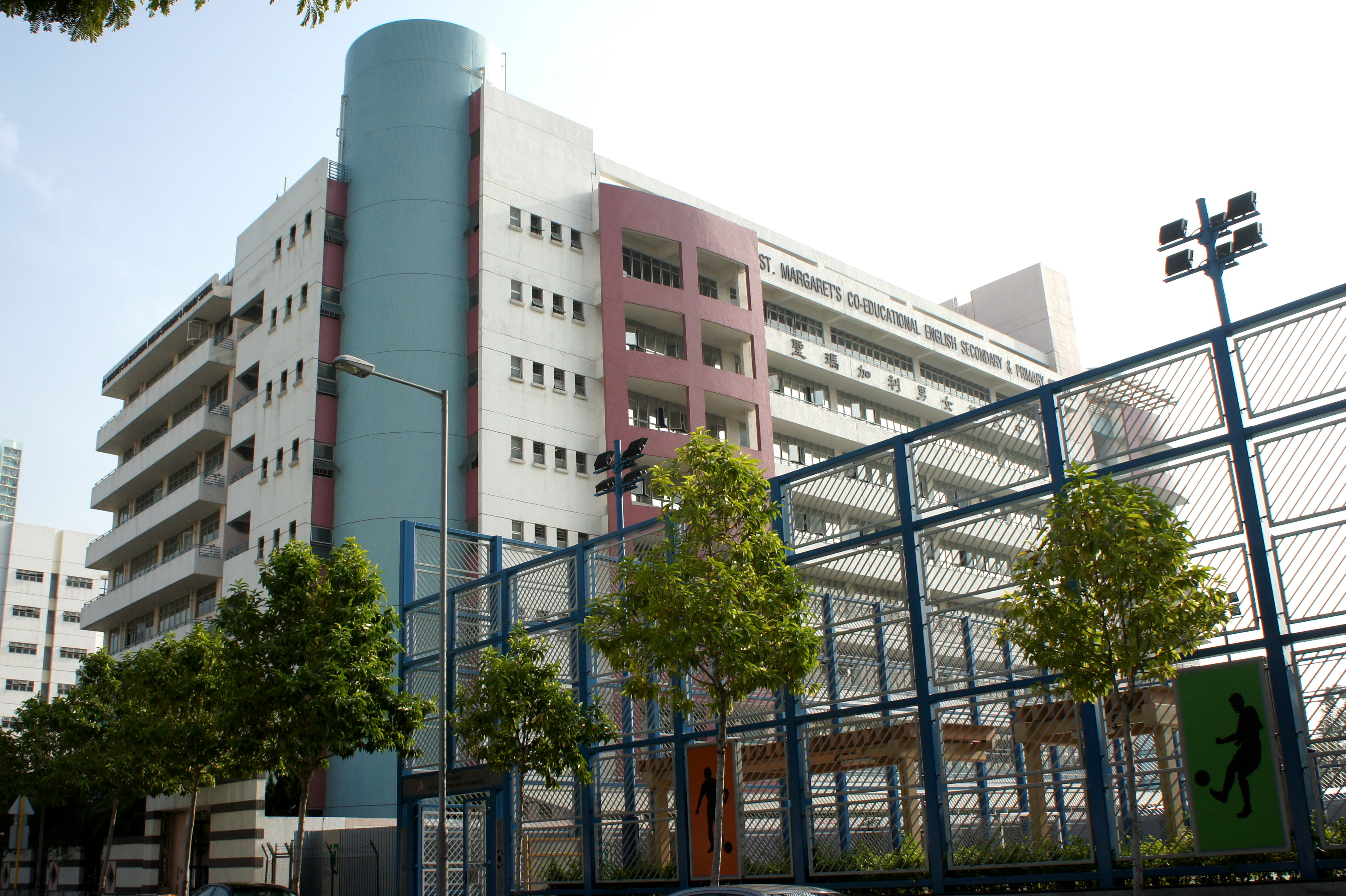
英華街望向聖瑪加利男女英文中小學的校舍

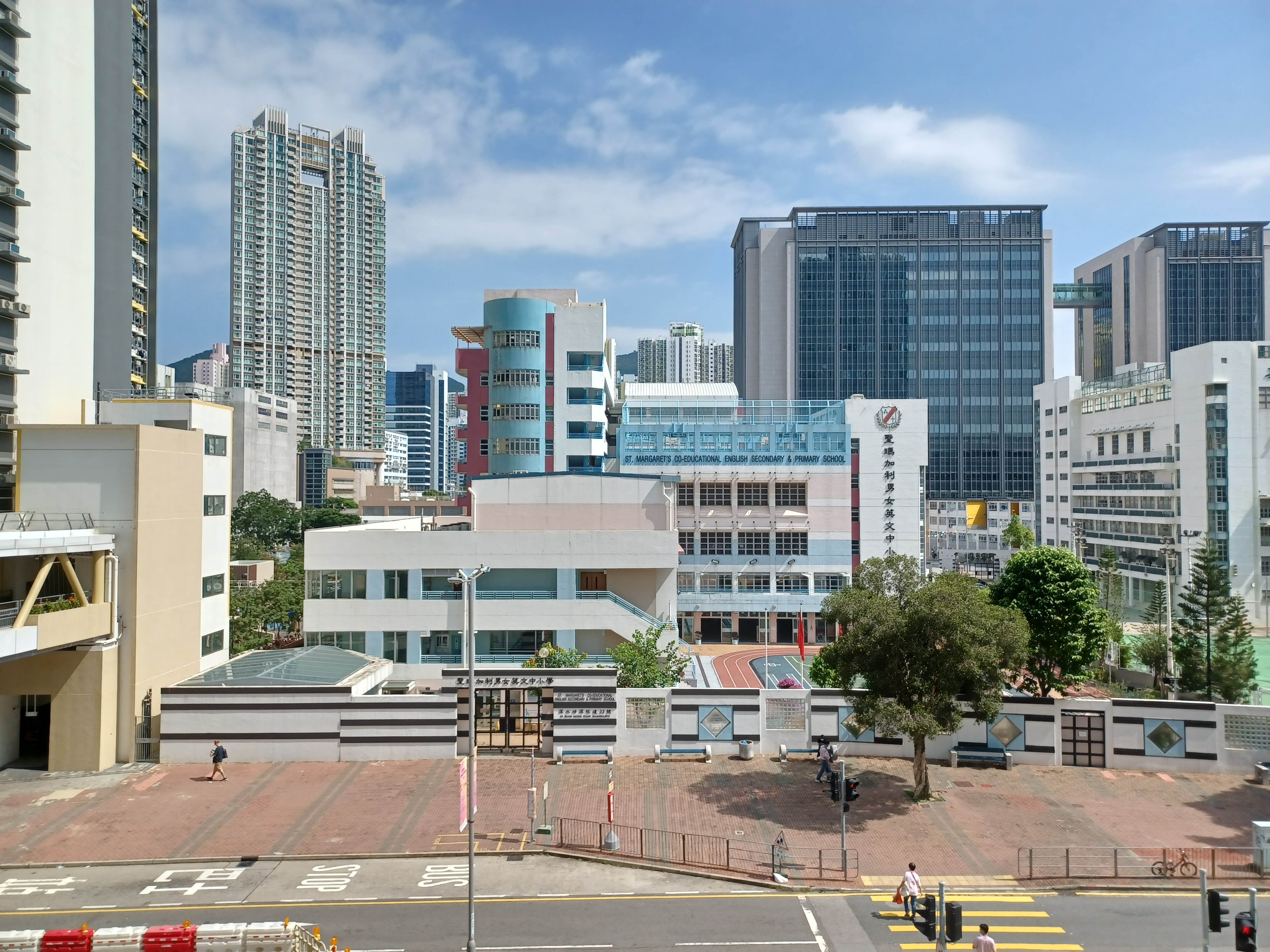
海達邨望向聖瑪加利男女英文中小學的校舍

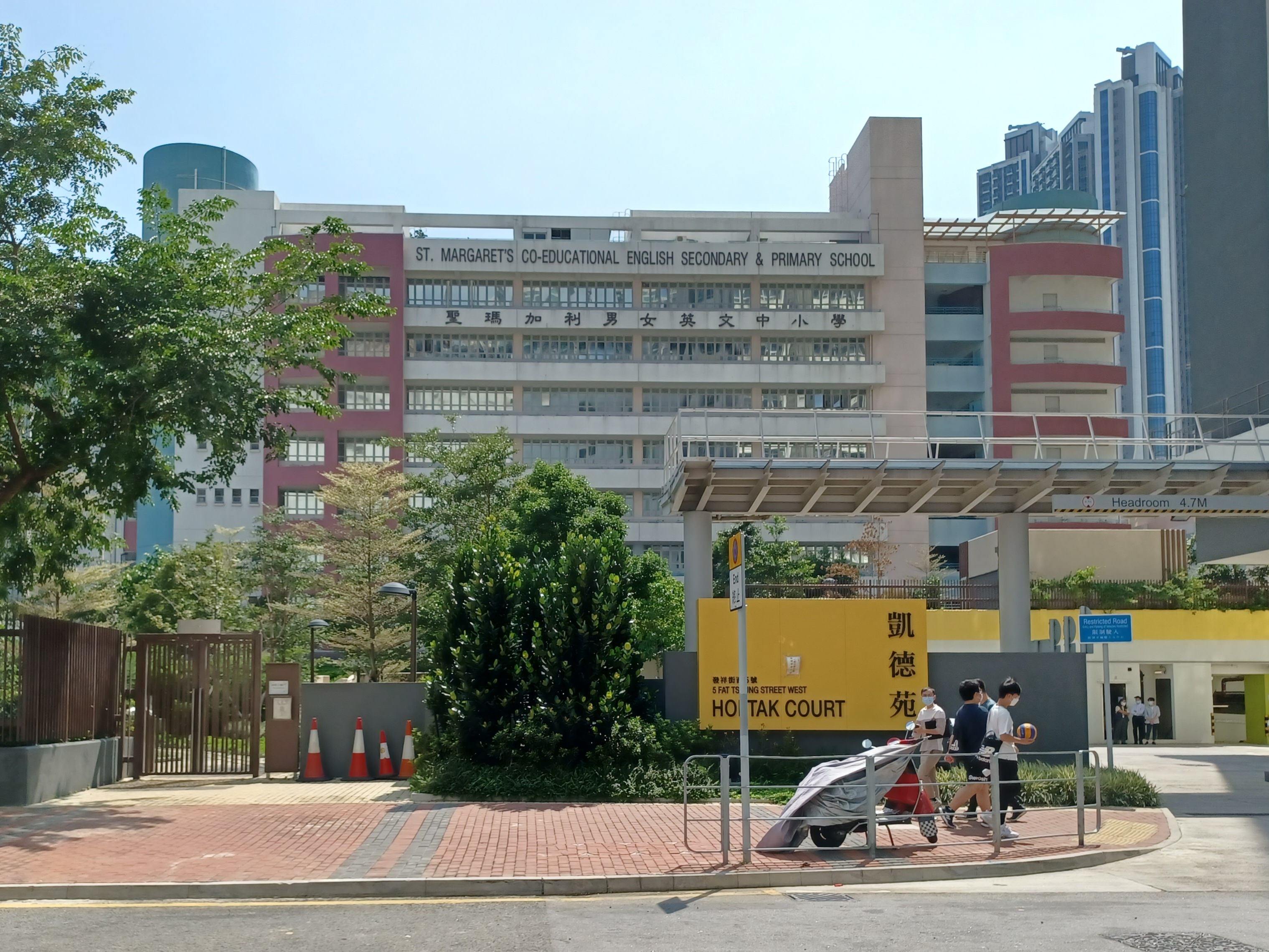
發祥街西望向聖瑪加利男女英文中小學的校舍

聖瑪加利校舍位於西九龍新填海區的深旺道和英華街中，鄰近英華書院、凱德苑及海達邨，為後期型設計的中學千禧設計校舍，面積較一般校舍多30%-40%，課室約40多間。另外亦有特別室16間，如現代語言室，舞蹈室，家教室及大禮堂等。户外設施設有兩個籃球場，60米全天候跑道，跳遠沙池，攀石牆等等。校園休息及活動空間充足，為全港首個包括「自然角溫室」之學校。全校安裝低噪音分體式冷氣，鋪設光纖網絡及先進資訊科技教育設施。

### 課室命名
有別於其他學校，聖瑪加利以Art Kingdom, Music Kingdom, and Home Sweet Home來分別命名美術室、音樂室及家政室。
另外，各科現代語言部有一間現代語言學習室，配備視聽系統，學生上法文、日文、德文、西班牙文...等課程時需要轉換課室。

### 新翼
聖瑪加利小學部自立以來一直與中學部共用校舍，隨著學生人數增加，課室不足問題愈趨嚴重。2012年9月，校方宣布在深旺道閘口興建一座新教學大樓，大樓包括室內游泳池，多個課室，新音樂室，學生自修室等等。2013年，校方宣布2014年暑假將會開始工程，2016年暑假正式開始工程。現在，新翼大樓已經完工並啟用。

## 註解
1. ↑  另外三間分別為閩光書院﹑威靈頓英文中學及聖道女子中學。

## 外部連結
- 聖瑪加利男女英文中小學網址 （页面存档备份，存于）